# Colona thorelii
Colona thorelii  es una especie  de fanerógamas perteneciente a la familia de las  malváceas. Es originaria del Sudeste de Asia.

## Descripción
Es un árbol que alcanza los 5-15 m de altura, con muchas ramas. Las ramillas son tomentosas estrelladas de color gris-marrón. Estípulas hastadas y pecíolo de 0.5-1 cm; la lámina de la hoja es oblonga, de 15.8 cm × 4-7, finamente tomentosa y coriácea, ápice agudo o acuminado. Las inflorescencias son terminales o axilares en la punta de las ramas, de 4-9 cm.
Los sépalos angostamente lanceolados, de 6-7 mm, con el envés gris peludo, glabras adaxialmente. Los pétalos de 5-6 mm. El fruto es una cápsula de 2-2,5 cm de diámetro. Florece en septiembre-octubre, fructifica en noviembre-diciembre.

## Distribución y hábitat
Se encuentra en los bosques de montaña, a una altitud de 200-800 metros. Se distribuye por Yunnan en China, Laos, Birmania, Tailandia y  Malasia.

## Sinonimia
- Colona sinica Hu
- Columbia thorelii Gagnep.[1]